# Arte pós-moderna
A arte pós-moderna ou pós-modernista é um conjunto de movimentos artísticos que buscam contradizer alguns aspectos do modernismo ou que tenham surgido ou se desenvolvido em suas consequências. Em geral, movimentos como intermídia, arte de instalação, arte conceitual e multimídia, principalmente aqueles que envolvem vídeo, são descritos como pós-modernos.
Várias características tornam a arte pós-moderna, como a bricolagem, o uso do texto com destaque como o elemento artístico central, a colagem, a arte abstrata, a apropriação, a arte performática e a reciclagem de estilos e temas passados em um contexto atual, bem como a quebra da barreira entre belo e alta cultura e baixa arte e cultura popular.

## Uso do termo
O termo predominante para a arte produzida desde os anos 1950 é arte contemporânea. Nem toda arte rotulada como arte contemporânea é pós-moderna, e o termo mais amplo abrange tanto artistas que continuam a trabalhar nas tradições modernistas e modernistas tardias quanto artistas que rejeitam o pós-modernismo por outras razões. 
Arthur Danto argumenta que "contemporâneo" é o termo mais amplo, e os objetos pós-modernos representam um subsetor do movimento contemporâneo. Alguns artistas pós-modernos fizeram rupturas mais distintas com as ideias da arte moderna, e não há consenso sobre o que é "moderno tardio" e o que é "pós-moderno". Ideias rejeitadas pela estética moderna foram restabelecidas. Na pintura, o pós-modernismo reintroduziu a representação. Alguns críticos argumentam que muito da arte pós-moderna atual, o vanguardismo mais recente, ainda deve ser classificado como arte moderna.
Além de descrever certas tendências da arte contemporânea, o pós-moderno também foi usado para denotar uma fase da arte moderna. Defensores do modernismo, como Clement Greenberg, assim como oponentes radicais do modernismo, como Félix Guattari, que o chama de "último suspiro do modernismo", adotaram essa posição. O neoconservador Hilton Kramer descreve o pós-modernismo como "uma criação do modernismo no fim de suas amarras". Jean-François Lyotard, na análise de Fredric Jameson, não afirma que existe um estágio pós-moderno radicalmente diferente do período do alto modernismo; em vez disso, o descontentamento pós-moderno com este ou aquele estilo altamente modernista é parte da experimentação do alto modernismo, dando origem a novos modernismos. No contexto da estética e da arte, Jean-François Lyotard é um importante filósofo do pós-modernismo.
Muitos críticos afirmam que a arte pós-moderna emerge da arte moderna. As datas sugeridas para a mudança do moderno para o pós-moderno incluem 1914 na Europa e 1962 ou 1968 na América. James Elkins, comentando as discussões sobre a data exata da transição do modernismo para o pós-modernismo, compara-a à discussão na década de 1960 sobre a extensão exata do maneirismo e se ele deve começar diretamente após o Alto Renascimento ou mais tarde no século. Ele afirma que esses debates acontecem o tempo todo no que diz respeito aos movimentos e períodos artísticos, o que não quer dizer que não sejam importantes. O fim do período da arte pós-moderna data do final da década de 1980, quando a palavra pós-modernismo perdeu muito de sua ressonância crítica e as práticas artísticas começaram a abordar o impacto da globalização e das novas mídias.
Jean Baudrillard teve uma influência significativa na arte de inspiração pós-moderna e enfatizou as possibilidades de novas formas de criatividade. O artista Peter Halley descreve suas cores day-glo como "hiperrealização da cor real" e reconhece Baudrillard como uma influência. O próprio Baudrillard, desde 1984, era bastante consistente em sua visão, a arte contemporânea, e a arte pós-moderna em particular, era inferior à arte modernista do período pós-Segunda Guerra Mundial, enquanto Jean-François Lyotard elogiava a pintura contemporânea e comentava sobre sua evolução da arte moderna. As principais artistas feministas do século XX estão associadas à arte pós-moderna, uma vez que grande parte da articulação teórica de seu trabalho emergiu da psicanálise francesa e da teoria feminista que está fortemente relacionada à filosofia pós-moderna.
O filósofo marxista americano Fredric Jameson argumenta que a condição de vida e produção será refletida em todas as atividades, incluindo a produção de arte.
Como acontece com todos os usos do termo pós-moderno, há críticos de sua aplicação. Kirk Varnedoe, por exemplo, afirmou que não existe pós-modernismo e que as possibilidades do modernismo ainda não se esgotaram. Embora o uso do termo como uma espécie de abreviação para designar o trabalho de certas "escolas" do pós-guerra que empregam material relativamente específico e técnicas genéricas tenha se tornado convencional desde meados da década de 1980, os fundamentos teóricos do pós-modernismo como uma divisão epocal ou epistêmica ainda são muito controversos.

## Definições
O pós-modernismo descreve movimentos que tanto surgem quanto reagem ou rejeitam as tendências do modernismo. As citações gerais para tendências específicas do modernismo são pureza formal, especificidade do meio, arte pela arte, autenticidade, universalidade, originalidade e tendência revolucionária ou reacionária, ou seja, a vanguarda. No entanto, o paradoxo é provavelmente a ideia modernista mais importante contra a qual o pós-modernismo reage. O paradoxo foi fundamental para o empreendimento modernista introduzido por Manet. As várias violações de Manet à arte representacional trouxeram à tona a suposta exclusividade mútua de realidade e representação, design e representação, abstração e realidade, e assim por diante. A incorporação do paradoxo foi altamente estimulante de Manet aos conceitualistas.
O status da vanguarda é controverso: muitas instituições argumentam que ser visionário, voltado para o futuro, inovador e progressista é crucial para a missão da arte no presente e, portanto, a arte pós-moderna contradiz o valor da "arte de nossos tempos". O pós-modernismo rejeita a noção de avanço ou progresso na arte per se e, portanto, visa derrubar o "mito da vanguarda". Rosalind Krauss foi uma das importantes enunciadoras da visão de que o vanguardismo acabou e que a nova era artística é pós-liberal e pós-progresso. Griselda Pollock estudou e confrontou a vanguarda e a arte moderna em uma série de livros inovadores, revisando a arte moderna ao mesmo tempo que redefinia a arte pós-moderna.
Uma característica da arte pós-moderna é sua fusão de alta e baixa cultura por meio do uso de materiais industriais e imagens da cultura pop. O uso de formas baixas de arte também fez parte da experimentação modernista, como documentado na mostra de 1990-1991 High and Low: Popular Culture and Modern Art de Kirk Varnedoe e Adam Gopnik, no Museu de Arte Moderna de Nova York, uma exposição que foi universalmente criticada na época como o único evento que poderia reunir Douglas Crimp e Hilton Kramer em um coro de desprezo. A arte pós-moderna é conhecida pela maneira como obscurece as distinções entre o que é percebido como arte fina ou alta e o que é geralmente visto como arte baixa ou kitsch. Embora esse conceito de "confundir" ou "fundir" a arte erudita com a arte inferior tenha sido experimentado durante o modernismo, ele só foi totalmente endossado após o advento da era pós-moderna. O pós-modernismo introduziu elementos de comercialismo, kitsch e uma estética camp geral dentro de seu contexto artístico; o pós-modernismo pega estilos de períodos passados, como o gótico, o renascimento e o barroco, e os mistura de modo a ignorar seu uso original em seus movimentos artísticos correspondentes. Esses elementos são características comuns do que define a arte pós-moderna.
Fredric Jameson sugere que as obras pós-modernas renunciam a qualquer pretensão de espontaneidade e franqueza de expressão, fazendo uso do pastiche e da descontinuidade. Contra essa definição, Charles Harrison e Paul Wood, da Art and Language, sustentaram que o pastiche e a descontinuidade são endêmicos à arte modernista e são implantados de maneira eficaz por artistas modernos como Manet e Picasso.
Uma definição compacta é que o pós-modernismo rejeita as grandes narrativas da direção artística do modernismo, erradicando as fronteiras entre as formas superiores e inferiores da arte e rompendo as convenções do gênero com colisão, colagem e fragmentação. A arte pós-moderna sustenta que todas as posturas são instáveis e insinceras e, portanto, ironia, paródia e humor são as únicas posições que a crítica ou a revisão não podem derrubar. "Pluralismo e diversidade" são outras características definidoras.

## Movimentos pós-modernos na arte

### Arte conceitual

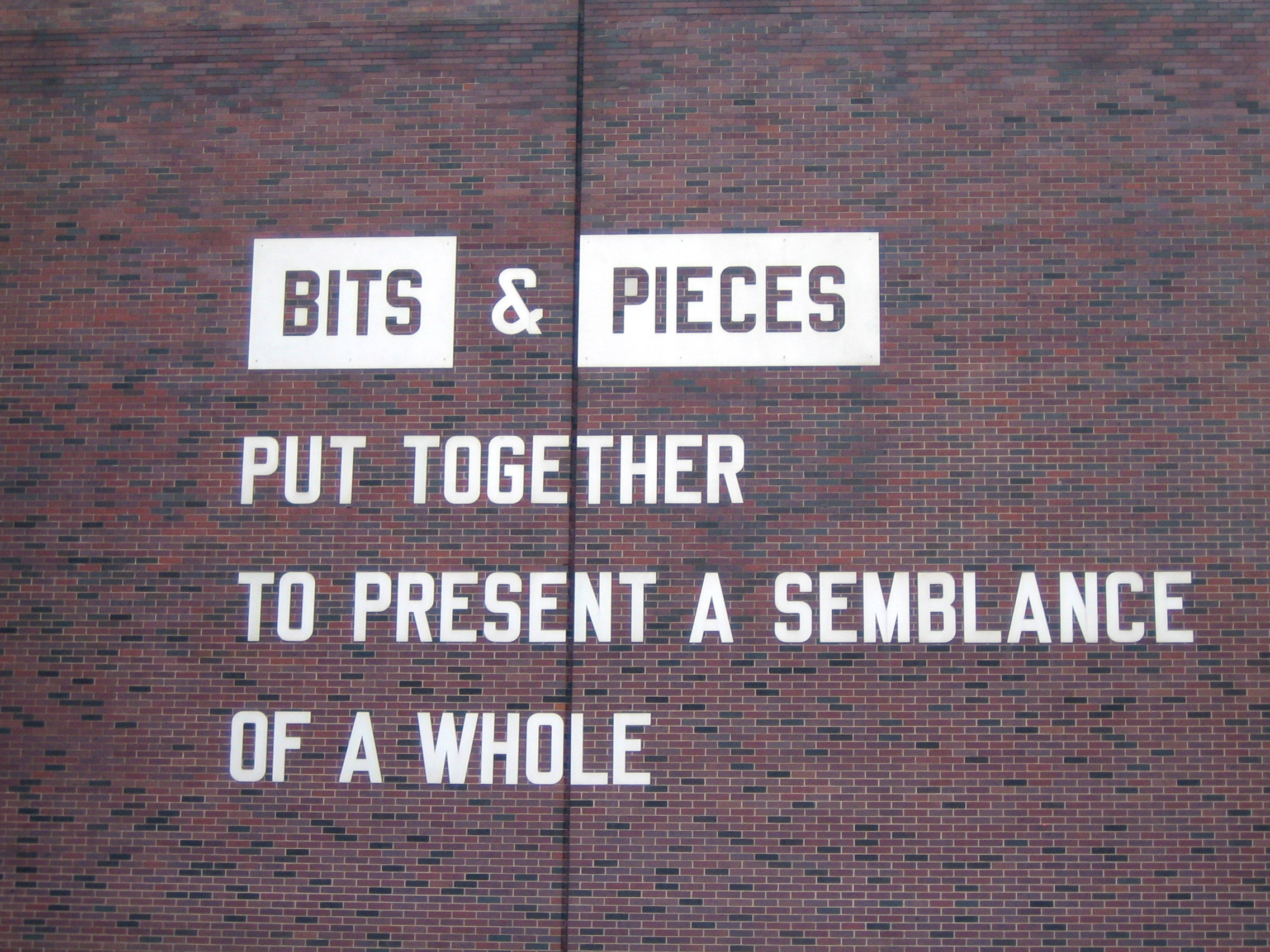
Lawrence Weiner, Bits & Pieces Put Together to Present a Semblance of a Whole, The Walker Art Center, Minneapolis, 2005

A arte conceitual é às vezes rotulada de pós-moderna porque está expressamente envolvida na desconstrução do que torna uma obra de arte, "arte". A arte conceitual, por ser freqüentemente projetada para confrontar, ofender ou atacar noções sustentadas por muitas das pessoas que a vêem, é considerada com particular controvérsia.
Os precursores da arte conceitual incluem o trabalho de Duchamp, 4'33" de John Cage, no qual a música é considerada "os sons do ambiente que os ouvintes ouvem enquanto é executada", e o Erased De Kooning Drawing de Rauschenberg. Muitas obras conceituais assumem a posição de que a arte é criada pelo observador que vê um objeto ou age como arte, não a partir das qualidades intrínsecas da própria obra. Assim, porque a Fonte foi exibida, era uma escultura.

### Arte de instalação
Uma importante série de movimentos na arte que têm sido consistentemente descritos como pós-modernos envolveu a instalação de arte e a criação de artefatos de natureza conceitual. Um exemplo são os signos de Jenny Holzer que usam os artifícios da arte para transmitir mensagens específicas, como "Proteja-me do que eu quero". A arte de instalação tem sido importante na determinação dos espaços selecionados para museus de arte contemporânea, de forma a poder abrigar as grandes obras que são compostas por vastas colagens de objetos manufaturados e encontrados. Essas instalações e colagens costumam ser eletrificadas, com peças móveis e luzes.
São frequentemente projetadas para criar efeitos no ambiente, como a Iron Curtain, Wall of 240 Oil Barrels, Blocking Rue Visconti, Paris, June 1962 de Christo e Jeanne-Claude, que foi uma resposta poética ao Muro de Berlim construído em 1961.

### Arte lowbrow
Lowbrow é um movimento de arte populista muito difundido com origens no mundo underground da comix, música punk, cultura de rua de hot rod e outras subculturas da Califórnia. Também é frequentemente conhecido pelo nome de surrealismo pop. A arte lowbrow destaca um tema central no pós-modernismo em que a distinção entre arte "alta" e "baixa" não é mais reconhecida.

### Arte digital

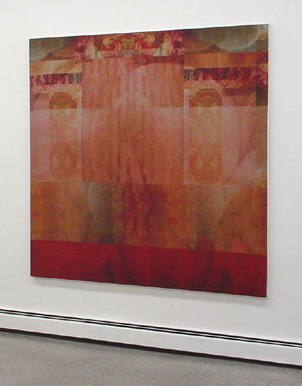
Joseph Nechvatal: birth Of the viractual (2001), acrílico sobre tela assistido por computador-robô

Arte digital é um termo geral para uma gama de trabalhos e práticas artísticas que usam a tecnologia digital como parte essencial do processo criativo e / ou de apresentação. O impacto da tecnologia digital transformou atividades como pintura, desenho, escultura e música/arte sonora, enquanto novas formas, como net art, arte de instalação digital e realidade virtual, tornaram-se práticas artísticas reconhecidas.
Os principais teóricos e historiadores da arte neste campo incluem Christiane Paul, Frank Popper, Christine Buci-Glucksmann, Dominique Moulon, Robert C. Morgan, Roy Ascott, Catherine Perret, Margot Lovejoy, Edmond Couchot, Fred Forest e Edward A. Shanken.